# Origin
Origin je sedmi studijski album norveškog metal sastava Borknagar. Album je 30. listopada 2006. godine objavila diskografska kuća Century Media Records.

## O albumu
Za razliku od ostalih albuma sastava, Origin je karakterističan po tome što sadrži pjesme svirane uglavnom akustičnim glazbalima. Na albumu prevladavaju progresivni te tradicionalni glazbeni elementi grupe. 
Iako je napustio sastav tijekom snimanja albuma Epic, na Originu se u ulozi gostujućeg basista pojavio Tyr te se nakon snimanja albuma ponovno pridružio sastavu.
"Oceans Rise" je akustična prerada pjesme koja se izvorno pojavila na albumu The Archaic Course iz 1998. godine.

## Popis pjesama
| 1.    | »Earth Imagery«                       | Øystein G. Brun  | Brun    | 4:52 |
| 2.    | »Grains«                              | Brun             | Brun    | 3:42 |
| 3.    | »Oceans Rise«                         | Brun             | Brun    | 6:05 |
| 4.    | »Signs« (instrumental)                |                  | Brun    | 1:17 |
| 5.    | »White«                               | Lars A. Nedland  | Nedland | 4:45 |
| 6.    | »Cynosure«                            | Vintersorg       | Brun    | 2:55 |
| 7.    | »The Human Nature«                    | Asgeir Mickelson | Brun    | 4:48 |
| 8.    | »Acclimation«                         | Vintersorg       | Brun    | 4:30 |
| 9.    | »The Spirit of Nature« (instrumental) |                  | Brun    | 3:00 |
| 35:54 |                                       |                  |         |      |

## Recenzije
Eduardo Rivadavia, glazbeni kritičar sa stranice AllMusic, dodijelio je albumu tri od pet zvjezdica te je izjavio: "Možda osjećajući kako je njegovoj karijeri kao važnog, dosljednog ali ipak ne dovoljno cijenjenog black metal sastava (sporednoj Emperoru, Darkthroneu i još nekima) bila potrebna velika reorganizacija, Borknagar je došao do radikalne zamisli pri stvaranju svojeg sedmog albuma Origin, uglavnom blage kolekcije akustičnih pjesama, prožetom i narodnom i klasičnom glazbom. [...] Jasno je da [je na snimanje albuma], zajedno s članovima sastava, [...] bilo dovedeno nekoliko gostujućih glazbenika kako bi doprinijeli albumu sviranjem orkestralnih žičanih instrumenata i narodnih puhačkih glazbala na svih devet pjesama. [...] Na čistim interludijima kao što su "Signs" i "Cynosure" slatke i nježne flaute pružaju osebujan osjećaj usamljene melankolije, dok se na skromno nazvanoj pjesmi "White" sve mijenja te se zbijeni i dramatični zamasi orkestracije koriste kako bi uspješno preveli strukturalnu složenost black metala i emocionalnu nelagodu u ovu jednostavniju okolinu. Čak i tako, teško je ne pretpostaviti kako će mnogi slušatelji koji će naići na ovaj album bez predznanja o Borknagarovoj prethodnoj povijesti mogli krivo pomisliti da prikazuje svakodnevni glazbeni teren sastava, a ne potpuno odstupanje. I to je, umjesto [pukog] nagađanja njegovih vrijednosti u usporedbi s drugim uglavnom akustičnim albumima, vrlo vjerojatno najveća potvrda njegove cjelokupne kvalitete."

## Zasluge
| Borknagar - Øystein G. Brun – gitara, miksanje - Lars A. Nedland – vokali (na pjesmi 5), klavijature, prateći vokali, orgulje, klavir - Vintersorg – vokali - Asgeir Mickelson – bubnjevi, naslovnica, fotografija Ostalo osoblje - Christophe Szpajdel – logotip - Børge Finstad – miksanje, koproducent | Dodatni glazbenici - Erik Tiwaz – bas-gitara - Sareeta – violina - Thomas Nilsson – violončelo - Steinar Ofsdal – flauta, snimači |

## Vanjske poveznice
- Borknagar - Origin  Arhivirana inačica izvorne stranice od 15. travnja 2012. (Wayback Machine) (Službena podstranica sastava koja opisuje sedmi album)
- "Origin" na discogs.com